# Vuelta a Castilla y León 2021
La Vuelta a Castilla y León 2021, trentacinquesima edizione della corsa e valevole come evento dell'UCI Europe Tour 2021 categoria 1.1, si è svolta il 29 luglio 2021 su un percorso di 181,2 km, con partenza a León e arrivo a Ponferrada, in Spagna. La vittoria è stata appannaggio del francese Matis Louvel, il quale ha completato il percorso in 4h16'13", alla media di 42,433 km/h, precedendo l'italiano Stefano Oldani e l'uruguaiano Mauricio Moreira.
Sul traguardo di Ponferrada 72 ciclisti, su 109 partenti da León, hanno portato a termine la competizione.

## Squadre e corridori partecipanti
| N.    | Cod. | Squadra                |
| ----- | ---- | ---------------------- |
| 1-7   | MOV  | Movistar Team          |
| 11-17 | APT  | Astana-Premier Tech    |
| 21-27 | UAD  | UAE Team Emirates      |
| 31-37 | LTS  | Lotto Soudal           |
| 41-47 | CJR  | Caja Rural-Seguros RGA |
| 51-57 | BBH  | Burgos-BH              |
| 61-67 | EUS  | Euskaltel-Euskadi      |
| 71-77 | EKP  | Equipo Kern Pharma     |

| N.      | Cod. | Squadra                  |
| ------- | ---- | ------------------------ |
| 81-87   | ARK  | Team Arkéa-Samsic        |
| 91-96   | EOK  | Eolo-Kometa Cycling Team |
| 101-107 | RLY  | Rally Cycling            |
| 111-117 | EHE  | Electro Hiper Europa     |
| 121-130 | EFP  | Efapel                   |
| 131-137 | ICA  | Israel Cycling Academy   |
| 141-147 | MVC  | Massi Vivo-Conecta       |
| 151-157 | GIS  | Gios                     |

## Ordine d'arrivo (Top 10)
| Pos. | Corridore         | Squadra     | Tempo    |
| ---- | ----------------- | ----------- | -------- |
| 1    | Matis Louvel      | Arkéa       | 4h16'13" |
| 2    | Stefano Oldani    | Lotto       | a 44"    |
| 3    | Mauricio Moreira  | Efapel      | a 1'25"  |
| 4    | Nickolas Zukowsky | Rally       | a 2'01"  |
| 5    | Abner González    | Movistar    | s.t.     |
| 6    | Julen Amezqueta   | Caja Rural  | a 2'02"  |
| 7    | Óscar Rodríguez   | Astana      | a 2'18"  |
| 8    | Ben King          | Rally       | a 2'41"  |
| 9    | Amaury Capiot     | Arkéa       | s.t.     |
| 10   | Álex Jaime        | Kern Pharma | s.t.     |